# Pierre Flamion
Pierre Flamion, né le 13 mars 1924 à Mohon dans les Ardennes et mort le 3 janvier 2004 à Dijon, est un joueur et entraîneur de football français.
Il compte 17 sélections en équipe de France de football entre 1948 et 1953.

## Biographie
Licencié à l'AS Cheminots de Mohon, dans sa ville natale, Flamion est sélectionné en mai 1944, à 19 ans, au sein de l'équipe fédérale Reims-Champagne pour disputer la finale de la Coupe de France. Titularisé en attaque par Sarkis Garabedian, il ne peut empêcher la défaite de son équipe face à l'équipe fédérale Nancy-Lorraine (0-4) mais il se fait suffisamment remarquer pour être recruté par le Stade de Reims, d'où vient la majorité des joueurs et encadrants de l'équipe de Reims-Champagne. Flamion brille notamment par ses qualités athlétiques, qui en font le détenteur du record régional du 100 m (en 11 secondes et 2 centièmes) et du saut en longueur (6,56 m).
Pour sa première saison au Stade de Reims il ne joue que deux matchs de Coupe de France, mais il s'impose dès l'exercice suivant au poste d'ailier gauche.  Il remporte le championnat de France en 1949 (il est le 2e meilleur buteur de son équipe avec 16 buts dans la saison) et la Coupe de France en 1950. Ses bonnes performances permettent à Flamion de débuter en équipe de France le 23 mai 1948 contre l'Écosse, marquant le deuxième but de la sélection (3-0). Cependant la France est écartée fin 1949 par la Yougoslavie lors des tours préliminaires à la Coupe du monde de football 1950, sans qu'il ne joue aucun des trois matchs.
En 1950 il est transféré à l'Olympique de Marseille, où il suit son entraîneur Henri Roessler, en échange d'une indemnité pour 8 millions d'anciens francs (un record en France cette année-là). Après une année décevante sur le plan des résultats, il rejoint l'Olympique lyonnais en 1951, tout juste promu en D1. La saison est éprouvante et le club retourne en D2. Il s'engage ensuite en 1952 avec l'AS Troyes-Savinienne, dont il prend immédiatement le capitanat, contre une indemnité estimée à 5 millions de francs. Après deux saisons en D2, il retrouve la D1, avant de voir son équipe reléguée en 1956. L'équipe troyenne, dont il est capitaine, atteint la finale de la Coupe de France de football 1955-1956 mais s'y incline face à l'UA Sedan-Torcy (1-3). Il honore sa 17e et dernière sélection en novembre 1953 face à la Suisse (2-4). Il aura marqué 8 buts sous le maillot national, dont deux doublés.
En 1957 il signe au Limoges FC comme entraîneur-joueur, un statut qu'il conserve pendant cinq saisons, en D2 et en D1. Au Limoges FC, il a sous sa direction les anciens internationaux Armand Penverne et Raymond Cicci ainsi que Guy Roux, qui dans son futur métier d'entraîneur se définit lui-même comme un « disciple de Pierre Flamion ». 
En 1962 il quitte Limoges et signe à Chaumont, en Championnat de France amateur (CFA), où il dispute deux dernières saisons comme entraîneur-joueur avant de définitivement raccrocher les crampons, à près de 40 ans. Il fait monter Chaumont en D2 en 1966, puis est recruté en 1968 par le FC Metz, en D1. Pendant ces deux saisons en Lorraine, il fait preuve d'un esprit d'avant-garde et met tout particulièrement l'accent sur la formation des jeunes. Il atteint pour sa première saison la 3e place, et voit invité en Coupe des villes de foires. Mais après une 2e saison décevante sportivement, il quitte le club. 
En 1971, il signe avec le nouveau club troyen, le Troyes Aube Football, qu'il conduit en D1 en 1973 en étant vice-champion de France de D2. En 1975 il rejoint le Stade de Reims avec lequel il remporte la Coupe des Alpes en 1977 mais se trouve écarté en décembre 1978. De janvier 1980 à juin 1981, il dirige l'équipe de La Sportive Thionvilloise, en D2, puis retourne à Chaumont de la fin 1982 à 1986, le temps de faire de nouveau monter le club en D2. 
Pierre Flamion prend sa retraite et s'installe à Pont-Sainte-Marie, tout près de Troyes. En 1987, il intègre l'équipe dirigeante de l'Association Troyes Aube Champagne (ATAC), fondé un an plus tôt, sept ans après la liquidation du Troyes AF. Alors que l'équipe fait des débuts chaotiques en Division 4, Flamion est nommé entraîneur adjoint puis assure l'intérim sur le banc après le limogeage de Bernard Deferrez. L'année suivante, en mars 1989, Flamion est nommé directeur sportif, puis directeur adjoint. En octobre 1992, l'entraîneur-joueur Patrick Aussems se voit retirer la direction de l'équipe et Flamion réalise un nouvel intérim jusqu'en fin de saison. Les Troyens terminent 6es de Division 3. En fin de saison, Flamion laisse le banc à Alain Perrin.
Il meurt le 3 janvier 2004. La ville de Chaumont a rebaptisé son stade en son honneur en juillet 2004. À Troyes, la place devant le stade de l'Aube est baptisé esplanade Pierre-Flamion.

## Statistiques
Dans sa carrière de joueur Pierre Flamion a marqué 106 buts en 286 matchs de Division 1, ainsi que 45 buts en 123 matchs de D2. 
| Saison    | Club                   | Championnat | Championnat | Championnat | Coupe(s) nationale(s) | Coupe(s) nationale(s) | Total | Total |
| Saison    | Club                   | Division    | M.          | B.          | M.                    | B.                    | M.    | B.    |
| 1943-1944 | AS Cheminots de Mohon  | DH          | -           | -           | 1                     | 0                     | 1     | 0     |
| 1943-1944 | ÉF Reims-Champagne     | D1          | 0           | 0           | 1                     | 0                     | 1     | 0     |
| 1944-1945 | Stade de Reims         | D1          | 0           | 0           | 2                     | 1                     | 2     | 1     |
| 1945-1946 | Stade de Reims         | D1          | 32          | 15          | 1                     | 0                     | 33    | 15    |
| 1946-1947 | Stade de Reims         | D1          | 38          | 12          | 5                     | 3                     | 43    | 15    |
| 1947-1948 | Stade de Reims         | D1          | 29          | 14          | 2                     | 1                     | 31    | 15    |
| 1948-1949 | Stade de Reims         | D1          | 30          | 15          | 3                     | 2                     | 33    | 17    |
| 1949-1950 | Stade de Reims         | D1          | 23          | 9           | 6                     | 5                     | 29    | 14    |
| 1950-1951 | Olympique de Marseille | D1          | 29          | 11          | 3                     | 1                     | 32    | 12    |
| 1951-1952 | Olympique lyonnais     | D1          | 32          | 5           | 2                     | 0                     | 34    | 5     |
| 1952-1953 | AS Troyes-Savinienne   | D2          | 28          | 14          | 6                     | 3                     | 34    | 17    |
| 1953-1954 | AS Troyes-Savinienne   | D2          | 33          | 25          | 5                     | 2                     | 38    | 27    |
| 1954-1955 | AS Troyes-Savinienne   | D1          | 33          | 18          | 1+2                   | 0+1                   | 36    | 19    |
| 1955-1956 | AS Troyes-Savinienne   | D1          | 29          | 6           | 8                     | 1                     | 37    | 7     |
| 1956-1957 | AS Troyes-Savinienne   | D2          | 35          | 3           | 1+2                   | 0                     | 38    | 3     |
| 1957-1958 | Limoges FC             | D2          | 22          | 3           | 2+1                   | 1+0                   | 25    | 4     |
| 1958-1959 | Limoges FC             | D1          | 9           | 1           | 2                     | 0                     | 11    | 1     |
| 1959-1960 | Limoges FC             | D1          | 2           | 0           | -                     | -                     | 2     | 0     |
| 1960-1961 | Limoges FC             | D1          | -           | -           | -                     | -                     | 0     | 0     |
| 1961-1962 | Limoges FC             | D2          | 1           | 0           | -                     | -                     | 1     | 0     |
| 1962-1963 | Chaumont               | CFA         | -           | -           | 1                     | 0                     | 1     | 0     |
| 1963-1964 | Chaumont               | CFA         | -           | -           | 1                     | 0                     | 1     | 0     |

## Palmarès de joueur
- Championnat de France
  - Vainqueur en 1949 avec le Stade de Reims
  - Vice-champion en 1947 avec le Stade de Reims
- Coupe de France
  - Vainqueur en 1950 avec le Stade de Reims
  - Finaliste en 1956 avec l'AS Troyes-Savinienne

## Distinctions
- Chevalier de l'ordre national du Mérite (décret du 10 novembre 1998)[1]